# 인주 왕국
인주 왕국은 일 한국이 쇠퇴한 1335년부터 1357년까지 현재의 시라즈와 이스파한을 중심으로 존재했던 수니파 이슬람 왕조이다.

## 형성과 건국
인주 왕조는 1304년에 최초의 인주 왕조 지배자인 샤라프 알딘(Sharaf al-Din)이 일 한국의 칸 올제이투에게서 시라즈와 그 일대(파르스라고 불림)를 하사받으면서 시작되었다. 이후 샤라프 알딘은 자신의 영지에서의 지배권을 확고히 하고 아들인 기야스 알딘(Ghiyas al-Din Kai-Khusrau)을 시켜 무자파르 왕조를 도와 주변 지역에서의 영향력을 확대해나갔다. 하지만 올제이투의 뒤를 이어 칸위에 오른 아부 사이드 칸은 이러한 샤라프 알딘의 영향력 확대를 마땅치 않아 했다. 결국 1325년에 아부 사이드 칸은 샤이흐 후세인을 파견하여 샤라프 알딘을 대체하게 한 뒤 샤라프 알딘을 붙잡아 수감시켜 버렸다. 하지만 샤이흐 후세인은 시라즈를 완전히 장악하지 못하고 샤라프 알딘의 아들인 기야스 알딘의 저항을 받아 쫓겨나고 말았다.
1335년 아부 사이드 칸 죽자 그의 뒤를 이어 아르파 케운이 칸이 되었다. 아르파 케운은 칸에 오른 뒤 수감되어 있던 샤라프 알딘을 처형했다. 이에 샤라프 알딘의 아들인 마수드 샤(Masud Shah)와 아부 이샤크(Abu Ishaq)는 각각 자라이르 왕조와 바그다드의 알리 파드샤에게로 망명했으며 시라즈에 있던 기야스 알딘은 일 한국에서 독립하여 인주 왕조를 건국했다.

## 왕족 간의 내분
인주 왕조의 내분은 1338년부터 1343년까지 5년간 추판 왕조의 왕족들과 얽혀 복잡하게 진행되었다. 내분은 1338년에 자라이르 왕조에 의탁하고 있던 마수드 샤가 돌아와 기야스 알딘과 대립하면서 시작되었다. 1338년(혹은 1339년)에 기야스 알딘이 사망하며 둘 간의 분쟁은 마수드 샤의 승리로 끝을 맺었지만 인주 왕조의 내분은 여기서 그치지 않았다. 샤라프 알딘의 넷째아들 샴스 알딘(Shams al-Din)이 추판 왕조의 피르 호사인(Pir Hosayn)과 힘을 합쳐 시라즈로 쳐들어온 것이었다. 마수드 샤는 북쪽으로 피신했고 샴스 알딘이 인주 왕조의 지배자가 되었다. 하지만 샴스 알딘은 피르 호사인에게 배신당해 살해당했고 피르 호사인 역시 시라즈 내부에서 민심을 잃고 쫓겨났다.
피르 호사인은 다음 해에 다시 군대를 이끌고 와서 시라즈를 점령했다. 하지만 이번에도 얼마 지나지 않아 샤라프 알딘의 아들인 아부 이샤크에 의해 쫓겨났다. 아부 이샤크 또한 시라즈를 오래 점유하지 못하고 추판 왕조의 야기 바스티와 힘을 합친 마수드 샤에 의해 쫓겨났다. 하지만 시라즈를 점령한 이후 둘 사이에 알력이 생겼고, 결국 야기 바스티가 마수드 샤를 죽이고 말았다. 마수드 샤를 살해한 야기 바스티 역시 시라즈 내에서의 지지 기반을 잃고 1343년에 아부 이샤크에 의해 쫓겨났다. 아부 이샤크에게 쫓겨난 야기 바스티는 조카인 마렉 아시라프와 힘을 합쳐 시라즈로 다시 쳐들어왔으나 1343년 12월에 추판 왕조의 지배자인 하산 쿠첵이 죽었다는 소식을 듣고 추판 왕조에서의 종주권을 차지하기 위해 본국으로 회군하였다. 이후 아부 이샤크는 1343년부터 인주 왕조가 멸망하는 1357년까지 14년간 인주 왕조의 유일한 지배자로 군림하게 되었다.

## 아부 이샤크와 왕조의 멸망
인주 왕조에서 권력을 확고히 한 아부 이샤크는 동쪽의 무자파르 왕조와 전쟁을 벌였다. 아부 이샤크는 1350년과 1351년, 두 차례에 걸쳐 무자파르 왕조의 야즈드(Yazd)를 공격했으나 실패하였다. 1352년 무바라즈 알딘이 이끄는 무자파르 왕조는 인주 왕조에 역공을 펼쳤고 회전에서 대승을 거둔 뒤 1353년에는 시라즈까지 진격했다. 아부 이샤크는 혼란에 빠져 배신자를 찾는다는 이유로 도시의 사람들을 몰살시켜 버렸고 이에 겁을 먹은 부하가 무바라즈 알딘의 아들인 샤 슈자(Shah Shuja)에게 성문을 열어주었다. 아부 이샤크는 어쩔 수 없이 항복했지만 얼마 지나지 않아 탈출하여 이스파한으로 달아났다. 아부 이샤크는 이스파한에서 자라이르 왕조의 보호를 받으며 버텼으나 1357년 이스파한마저 함락당하자 무자파르 왕조에 다시 항복했다. 무자파르 왕조의 무바리즈 알딘은 항복한 아부 이샤크를 시라즈로 보내 처형하고 인주 왕조의 땅을 완전히 병합했다. 이로써 인주 왕조는 일 한국에서 독립한 지 22년 만에 멸망하고 말았다.

## 인주 왕조의 지배자
- 샤라프 알딘 (1304~1325) - 일 한국에 종속

- 기야스 알딘 (1335~1338?)
- 마수드 샤 (1338~1342?)
- 샴스 알딘 (1339?)
- 아부 이샤크 (1343~1357)

## 같이 보기
- 추판 왕조
- 자라이르 왕조
- 일 한국